# Herkinorin
Herkinorin je opioidni analgetik koji je analog prirodnog proizvoda Salvinorina A. On je otkriven 2005. tokom ispitivanja odnosa strukture i aktivnosti neoklerodan diterpena, familije hemijskih jedinjenja kojoj pripada Salvinorin A.
Za razliku od salvinorina A koji je selektivni κ-opioidni agonist bez znatnog afiniteta za μ-opioidni receptor, herkinorin je μ-opioidni agonist sa više nego 100x većim μ-opioidnim afinitetom i 50x nižim κ-opioidnim afinitetom u poređenju sa salvinorinom A. Herkinorin je semisintetičko jedinjenje, nastalo od salvinorina B, koji nastaje deacetilacijom salvinorina A. Dok su oba jedinjenja, salvinorin A i salvinorin B, nađena u biljci Salvia divinorum, salvinorin A je prisutan u većim količinama.
Ispitivanja na primatima su pokazala da on deluje kao periferno aktivni μ i κ agonist sa brzim početkom dejstva. Za razliku od većine μ-opioidnih agonista, herkinorin ne promoviše regrutovanje β-arestina-2 na intracelularni domen μ-opioidnog receptora, niti indukuje internalizaciju receptora. To znači da herkinorin možda ne proizvodi toleranciju i zavisnost za razliku od drugih opioida, mada je razvoj tolerancije putem drugih mehanizama bio zapažen, i neki drugi analozi srodni herkinorinu mogu da regrutuju β-arestine.

## Spoljašnje veze
|  | Molimo Vas, obratite pažnju na važno upozorenje u vezi sa temama iz oblasti medicine (zdravlja). |